# Hoplia laticollis
Hoplia laticollis är en skalbaggsart som beskrevs av Leconte 1856. Hoplia laticollis ingår i släktet Hoplia och familjen Melolonthidae. Inga underarter finns listade i Catalogue of Life.